# Кара-Якуповский сельсовет
Кара-Якуповский сельсовет (до 2004 г. Караякуповский сельсовет) — муниципальное образование в Чишминском районе Башкортостана.
Согласно Закону о границах, статусе и административных центрах муниципальных образований в Республике Башкортостан имеет статус сельского поселения.

## Состав сельсовета
- с. Кара-Якупово,
- д. Бабиково,
- с. Горный,
- д. Новоабдуллино.

## История
2004 год
Закон Республики Башкортостан «Об изменениях в административно-территориальном устройстве
Республики Башкортостан, изменениях границ и преобразованиях муниципальных образований в Республике Башкортостан», гласит:
ст. 2 «Изменения границ и преобразования муниципальных образований в Республике Башкортостан», п. 2, ч. 31

2. Изменить наименования следующих муниципальных образований:
31) по Чишминскому району:
а) «Лесной поссовет» на «Лесной сельсовет»;
б) «Караякуповский сельсовет» на «Кара-Якуповский сельсовет»;
в) «Шингаккульский сельсовет» на «Шингак-Кульский сельсовет»;

## Население
| 2002  | 2009  | 2010  | 2012  | 2013  | 2014  | 2015  |
| ----- | ----- | ----- | ----- | ----- | ----- | ----- |
| 1411  | ↗1491 | ↘1486 | ↘1482 | ↗1489 | ↗1521 | ↘1479 |
| 2016  | 2017  | 2018  |       |       |       |       |
| ↘1455 | ↗1467 | ↗1534 |       |       |       |       |